# Der Soldat Monika
Der Soldat Monika ist ein österreichischer Film von Paul Poet aus dem Jahr 2024. Der Dokumentarfilm wurde erstmalig auf dem Dokumentarfilm-Festival Doclisboa am 20. Oktober 2024 in Lissabon gezeigt. Die Premiere im deutschsprachigen Raum fand am 24. Oktober 2024 im Rahmen der Internationalen Hofer Filmtage statt.

## Handlung
Der Film zeigt den Werdegang von Monika Donner, einer transsexuellen Soldatin, die sich für Gender-Rechte einsetzt und sich in ihren Büchern und öffentlichen Auftritten politisch rechts außen positioniert. Es handelt sich um eine filmische Collage, die im Zusammenspiel von Schauspielern und der realen Monika Donner versucht, ihre Psyche zu ergründen. Die einzelnen Sequenzen bestehen aus gespielten Szenen, Archivmaterial und Comics. Der Film setzt sich auch mit den vielen Facetten des Rechtsextremismus auseinander.

## Produktion
Die Dokumentation wurde von der Produktionsfirma FreibeuterFilm 2023 in Österreich hergestellt und von den Filmfonds Wien und dem ORF öffentlich gefördert.

## Kritik
Barbara Schuster beschreibt den Film in The Spot Mediafilm als Reflexion des eigenen Lebens. Die Kamera sei Monika Donner stets nah, auf Augenhöhe. Einerseits fühle man sich der Protagonistin nah, andererseits beobachte und folge man mit wachsendem Unverständnis. „Denn so sehr die schwierige Biografie einer Transformation ergreift, die Kindheit in der muffigen Provinz sicher alles andere als lustig war für jemand, der oder die „anders“ ist (…), so sehr sich Monika Donner auch für andere Menschen einsetzt, so sehr provozieren Aussagen wie: „Wir leben unsere Individualität. Lasst uns einfach in Ruhe sein. Pure Anarchie ist die Natur unseres Wesens. Und die ist unpolitisch. Die hat nichts mit links oder rechts zu tun.““ Der Score in Poets Film stamme von der Berliner Band Gewalt. Und die singe treffend in ihrem pulsierenden Wut-Wave: „Ich hab‘ mich ausgeschrien. Es hat sich ausgeschrien. Ich bin aufgebraucht, aufgeraucht. Zerrieben vom Gewühl. Vom Marsch gegen Welten, vom Marsch gegen alle.“